# Bomford Peak
Der Bomford Peak ist ein 1140 m hoher Berg an der Südküste Südgeorgiens. Er ist die höchste Erhebung im Zentrum der zwischen dem Wilson Harbor  und der Cheapman Bay gelegenen Halbinsel.
Der South Georgia Survey nahm in der Zeit zwischen 1951 und 1957 Vermessungen des Bergs vor. Namensgeber ist Anthony Gerald Bomford (1927–2003) von den Royal Engineers, leitender Geodät des Survey zwischen 1955 und 1956.